# Omphreoides
Omphreoides is een geslacht van kevers uit de familie van de loopkevers (Carabidae). De wetenschappelijke naam van het geslacht is voor het eerst geldig gepubliceerd in 1896 door Fairmaire.

## Soorten
Het geslacht Omphreoides omvat de volgende soorten:
- Omphreoides bispina Fairmaire, 1896
- Omphreoides bucculentus Alluaud, 1899
- Omphreoides distinctus Alluaud, 1936
- Omphreoides furcatus Alluaud, 1897
- Omphreoides quodi Alluaud, 1910